# Kanton Cambrai-Est
Der Kanton Cambrai-Est war bis 2015 ein französischer Kanton im Arrondissement Cambrai, im Département Nord und in der Region Nord-Pas-de-Calais; sein Hauptort war Cambrai. Vertreter im Generalrat des Departements war zuletzt von 2011 bis 2015 Nicolas Siegler.

## Gemeinden
Der Kanton Cambrai-Est hatte 23.414 Einwohner (Stand: 1. Januar 2012).
Er bestand aus 13 Gemeinden und einem Teil der Stadt Cambrai (angegeben ist hier die Gesamteinwohnerzahl, im Kanton lebten etwa 10.900 Einwohner).
| Gemeinde                | Einwohner Jahr | Fläche km² | Bevölkerungsdichte | Code INSEE | Postleitzahl |
| ----------------------- | -------------- | ---------- | ------------------ | ---------- | ------------ |
| Awoingt                 | 883 (2013)     | –          | – Einw./km²        | 59039      | 59400        |
| Cagnoncles              | 576 (2013)     | –          | – Einw./km²        | 59121      | 59161        |
| Cambrai                 | 32.852 (2013)  | –          | – Einw./km²        | 59122      | 59400        |
| Cauroir                 | 592 (2013)     | –          | – Einw./km²        | 59141      | 59400        |
| Escaudœuvres            | 3.333 (2013)   | –          | – Einw./km²        | 59206      | 59161        |
| Estrun                  | 702 (2013)     | –          | – Einw./km²        | 59219      | 59295        |
| Eswars                  | 347 (2013)     | –          | – Einw./km²        | 59216      | 59400        |
| Iwuy                    | 3.270 (2013)   | –          | – Einw./km²        | 59322      | 59141        |
| Naves                   | 624 (2013)     | –          | – Einw./km²        | 59422      | 59161        |
| Niergnies               | 496 (2013)     | –          | – Einw./km²        | 59432      | 59400        |
| Ramillies               | 602 (2013)     | –          | – Einw./km²        | 59492      | 59161        |
| Séranvillers-Forenville | 365 (2013)     | –          | – Einw./km²        | 59567      | 59400        |
| Thun-l’Évêque           | 714 (2013)     | –          | – Einw./km²        | 59593      | 59141        |
| Thun-Saint-Martin       | 525 (2013)     | –          | – Einw./km²        | 59595      | 59141        |